# Ca l'Adela Solà
Ca l'Adela Solà és una casa de Tàrrega (Urgell) protegida com a bé cultural d'interès local.

## Descripció
És un edifici de planta rectangular, fent xamfrà amb els carrers Segle XX i Sant Roc de Tàrrega. Està estructurat per diferents plantes unifamiliars, la planta baixa, la primera planta i unes golfes de considerables dimensions. Els murs són a base d'un arrebossat pintat de blanc que deixa ressaltar els emmarcaments de pedra que envolten les diferents obertures i cada una de les cantonades de l'edifici.
La planta baixa presenta quatre obertures a cada façana, dues finestres a banda i banda i dues portes al centre. La part inferior de la façana és resseguida per un fris de pedra sobresortint que es trenca quan es troba a una d'aquestes obertures. Totes són allindades i emmarcades amb pedra. A les dues portes de la façana sud s'observen dues llindes amb la presència d'un petit símbol a la part central d'aquestes.
Tota la planta baixa està en un procés de deterioració destacable, l'arrebossat està molt malmès a causa de la humitat i a més de la presència de pintades ("graffities") a gairebé totes les finestres. La planta baixa se separa de la primera mitjançant una cornisa de pedra que ressegueix tota l'amplada d'ambdues façanes. A la primera planta totes les obertures estan disposades en el mateix eix. N'hi ha quatre dues de les façanes.
A la façana sud hi ha quatre finestres idèntiques però amb una diferència entre si, la de l'extrem és en balconada, les dues centrals aporten una barana de ferro forjat i la de l'altre extrem també aporta un balcó el qual es comunica amb l'altra finestra de la façana oposada. En canvi, a la façana oest, hi ha en un extrem una finestra amb balconada, les dues centrals estan tapiades i la restant és la que comparteix balcó.
Per tant, l'edifici està dotat de tres magnífiques balconades de ferro forjat, on la central ressegueix la cantonada de l'edifici. Totes les obertures d'aquesta planta estan coronades per un trencaaigües motllurat que li dona un toc ornamental a l'habitatge. Les golfes s'obren a la façana mitjançant vuit obertures, quatre a cada façana, totes elles rectangulars i molt simplistes. La coberta és a una sola vessant amb teula àrab.